# Sara (chanson de Fleetwood Mac)
Pour les articles homonymes, voir Sara.
Pour la chanson de Starship, voir Sara (chanson de Starship).
Singles de Fleetwood Mac
Tusk
(1979) Not That Funny
(1980)
Sara est une chanson du groupe Fleetwood Mac écrite et composée par Stevie Nicks.
Parue en 1979 sur l'album Tusk, Sara est également sortie en single la même année avec That's Enough for Me en face B. La version de l'album dure 6:22 minutes et la version single dure 4:41 minutes. 
Le single sort en mars aux États-Unis et atteint la septième place du classement U.S. .
Au Royaume-Uni, le single se classe 37e.

## Classement dans lescharts
| Charts (1979/1980)                                     | Position |
| ------------------------------------------------------ | -------- |
| Australie (Kent Music Report)                          | 11       |
| Canada (Canadian Singles Chart)                        | 2        |
| Allemagne (Media Control Charts)                       | 44       |
| France (Syndicat National de l'Édition Phonographique) | 31       |
| Pays-Bas (Dutch Top 40)                                | 10       |
| Nouvelle-Zélande (RIANZ)                               | 17       |
| Afrique du Sud                                         | 18       |
| Royaume-Uni (UK Singles Chart)                         | 37       |
| États-Unis (Billboard Hot 100)                         | 7        |